# George Darwin
George Howard Darwin (9. července 1845 Downe, Kent – 7. prosince 1912 Cambridge, Cambridgeshire) byl britský astronom a matematik, syn Charlese Darwina.
Narodil se v Down House (usedlosti Charlese Darwina) jako druhý syn a celkově páté dítě Charlese a jeho manželky Emmy Darwin. Studia na Trinity College ukončil v roce 1868. V roce 1883 se stal profesorem astronomie a experimentální fyziky na univerzitě v Cambridge. V roce 1879 dospěl, na základě pozorování vzdalování Měsíce od Země, k názoru, že Měsíc musel být kdysi její součástí. Navrhl tak teorii vzniku Měsíce odtržením od Země. V roce 1892 obdržel za svou práci Gold Medal od Královské astronomické společnosti a později se stal předsedou této organizace.
Se svou ženou jménem Martha (Maud) du Puy z Filadelfie měl dva syny a dvě dcery:
- Gwen Raverat (1885–1957), umělkyně
- Charles Galton Darwin (1887–1962), fyzik
- Margaret Elizabeth Darwin (1890–1974), vdaná za Sira Geoffreye Keynea
- William Robert Darwin (1894–1970)

## Vědecké práce George Darwina
- "Tides" (Encyclopaedia Britannica, deváté vydání, 1875–89)
- The tides and kindred phenomena in the solar system (Boston, Houghton, 1899)
- Problems connected with the tides of a viscous spheroid (Londýn, Harrison and Sons, 1879–1882)
- Scientific papers (Volume 1): Oceanic tides and lunar disturbances of gravity (Cambridge : University Press, 1907)
- Scientific papers (Volume 2): Tidal friction and cosmogony. (Cambridge: University Press, 1908)
- Scientific papers (Volume 3): Figures of equilibrium of rotating liquid and geophysical investigations. (Cambridge: University Press, 1908)
- Scientific papers (Volume 4): Periodic orbits and miscellaneous papers. (Cambridge: University Press, 1911)
- Scientific papers (Volume 5) Supplementary volume, containing biographical memoirs by Sir Francis Darwin and Professor E. W. Brown, lectures on Hill's lunar theory, etc... (Cambridge: University Press, 1916)
- The Scientific Papers of Sir George Darwin. 1907. Cambridge University Press (znovuvydáno Cambridge University Press, 2009; ISBN 978-1-108-00449-7)